# Нова Шотландія
Нова Шотландія чи Нова Скотія (англ. Nova Scotia, фр. Nouvelle-Écosse) — провінція Канади, розташована на південно-східному узбережжі країни. Найчисленніша за кількістю населення провінція на Атлантичному узбережжі Канади. Галіфакс — столиця провінції, економічний і культурний центр регіону. Нова Шотландія — друга найменша провінція в Канаді з територією 55,284 км². За населенням (934 405) Нова Шотландія — четверта з найменш населених провінцій країни. Провінція розташовується на островах Кейп-Бретон i Сейбл та півострові Нова Шотландія.

## Символи

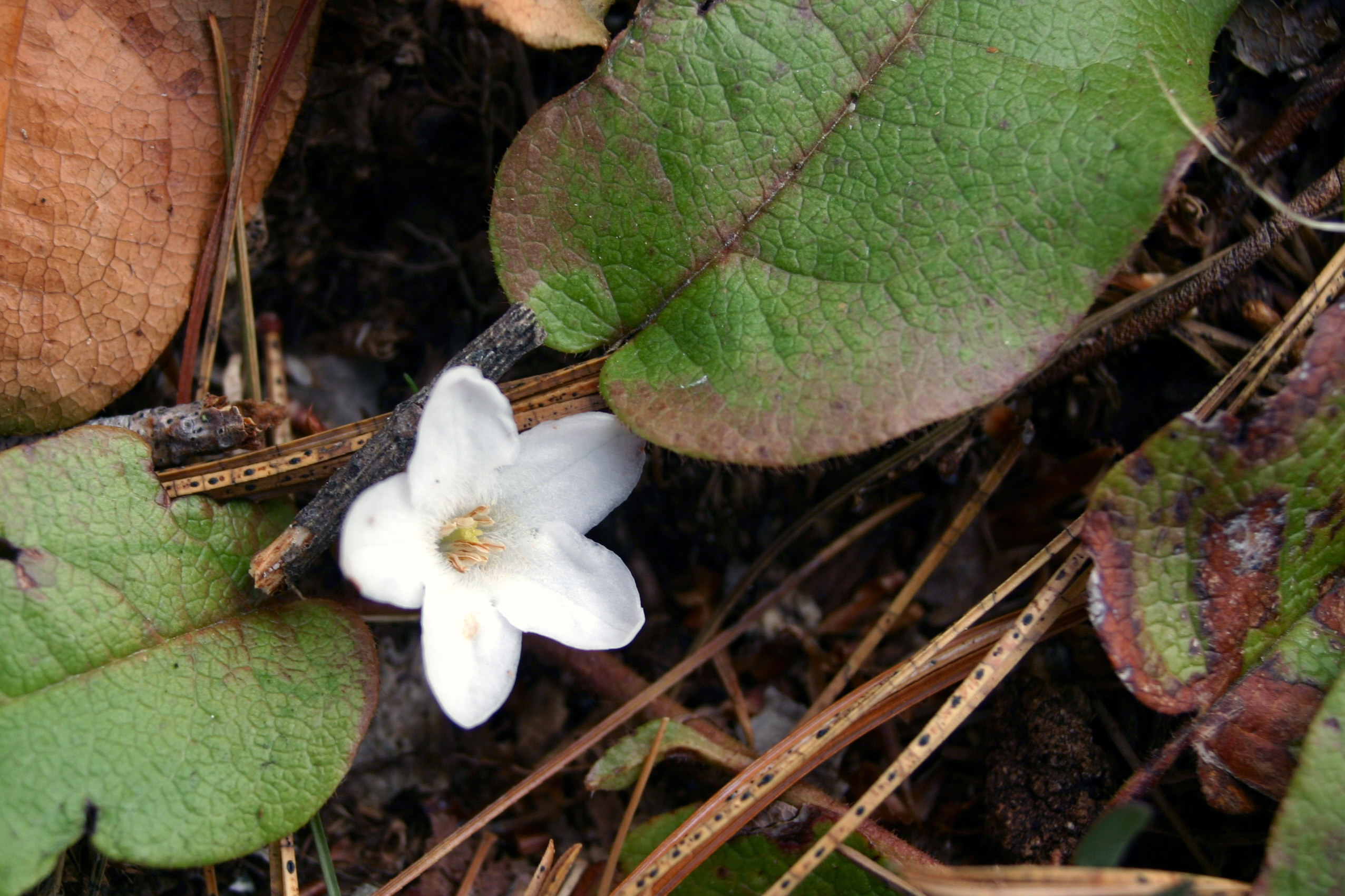
Офіційна квітка Нової Шотландії «Мейфлавер»

- Квітка — Офіційна квітка Нової Шотландії «Мейфлавер» (лат. Epigaea repens).
- Дерево — ялина червона (лат. Picea rubens)
- Птах — скопа (лат. Pandion haliaetus)
- Прапор Нової Шотландії — в сучасному варіанті прийнятий в 1858 році

## Економіка
Традиційно економіка Нової Шотландії значною мірою базувалася на переробці природних ресурсів, але протягом останніх десятиріч помічено процес диверсифікації: розвиваються такі галузі, як риболовна промисловість, гірничодобувна, лісопереробна і сільське господарство. До них додалися ще туризм, індустрія високих технологій, виробництво кінофільмів, музики й іншої культурної продукції.

## Історія
У межах провінції існують декілька резервацій індіанського народу Мікмак та Міґмаґі. Корінні народи мешкали тут ще до прибуття перших європейських колоністів. У 1604 з'явилося перше постійне французьке поселення в Порт-Роялі, яке пізніше стало відомим як Акадія. Коли регіон перейшов під контроль Британської Імперії між 1713 і 1760 роками, нова колоніальна столиця була збудована в м. Галіфаксі в 1749 році. Нова Шотландія була однією з перших чотирьох провінцій, що приєдналися до канадської Конфедерації в 1867 разом з Нью-Брансвіком, Квебеком і Онтаріо.
У січні 2022 року кількість населення провінції перетнуло позначку в 1 млн жителів, це сталося завдяки мігрантам. За даними уряду провінції, рівень утримання імігрантів тут склав 71%.